# Formaggella della Val Trompia
La Formaggella della Val Trompia è un formaggio a pasta molle, preparato con latte intero vaccino e dalla stagionatura breve, originario delle zone montane del bresciano, in particolare della Val Trompia. È riconosciuto come un prodotto agroalimentare tradizionale lombardo insieme ad altre formaggelle.
Una testimonianza attesta nell'area un'abbondante produzione di burro, formaggelle e stracchini già all'epoca di Ferdinando I d'Austria.
Nella stesse zone montane o di fondo valle si produce anche la formagella di capra a volte mista vaccino. Spesso sono a crosta fiorita successivamente spazzolata.